# Julie Krafft
Julie Krafft (* 26. April 1821 in Wien; † 8. Mai 1903 ebenda) war Porträtmalerin.
Ihr Vater war der Maler Johann Peter Krafft. Sie heiratete den Archivar und Publizist Johann Paul Kaltenbaeck († 1861) und in zweiter Ehe Hofrat Ferdinand von Litzelhofen. Ihre Werke waren bei der Historischen Ausstellung der Akademie der bildenden Künste Wien 1877 vertreten.